# Аламо (река)
Аламо (англ. Alamo River) — небольшая река на юге штата Калифорния, США. Берёт начало в муниципалитете Мехикали, на крайнем северо-востоке мексиканского штата Нижняя Калифорния. Течёт главным образом в северном и северо-западном направлениях. Впадает в озеро Солтон-Си. На большей части течения Аламо представляет собой густо поросшую растительностью ложбину с маленьким водотоком в основании.
Река получила название в честь тополя Фремонта (тополь Аламо), который произрастает в данном районе.